# Intramuros
Intramuros (Tiếng Latinh có nghĩa là "trong những bức tường"), là một địa danh lịch sử có tường bao quanh, rộng 0,67km2 bên trong lòng thành phố Manila, thủ đô của Philippines ngày nay.
Intramuros được bao quanh bởi các bức tường, công sự, chúng được tạo ra bởi những thực dân Tây Ban Nha vào thời điểm đế chế này tiến hành đô hộ và cai trị Philippines. Các vùng đất xung quanh Intramuros mà ngày nay là quận Intramuros được gọi là Extramuros (tiếng Latinh có nghĩa là bên ngoài các bức tường), chúng là những thị trấn độc lập, chỉ mới được hợp nhất vào Manila ở đầu thế kỷ XX. Phía trong Intramuros là nơi đặt trị sở của chính quyền cai trị Philippines từ khi thuộc địa này thành lập vào năm 1571 cho đến năm 1865 và cũng là nơi đặt Real Audiencia de Manila cho đến khi kết thúc sự cai trị của Tây Ban Nha sau Cách mạng Philippines năm 1898.
Intramuros cũng được coi là trung tâm tôn giáo và giáo dục của Đông Ấn Tây Ban Nha. Trường Đại học Santo Tomas - trường đại học lâu đời nhất châu Á, và Đại học Ateneo de Manila, lúc đầu toạ lạc trong Intramuros, đến năm 1927 và 1932 mới được chuyển ra ngoài. Ngay nay khu vực này vẫn còn các cơ sở chính của Đại học Thành phố Manila, Colegio de San Juan de Letran, Đại học Mapúa, Cao đẳng Đào tạo Hàng hải Philippine, Colegio de Santa Rosa, và Trường Trung học Manila.. Intramuros cũng là một trung tâm kinh tế và thương mại, cảng của nó toạ lạc ở nơi mà ngày nay là Plaza Mexico, là nơi trung chuyển hàng hoá giữa châu Á với các thuộc địa Tây Ban Nha ở châu Mỹ qua con đường thương mại Manila galleon, với Đồng bạc đô la Tây Ban Nha trở thành tiêu chuẩn thanh toán quốc tế.
Việc xây dựng thành phố với các bức tường bao quanh bắt đầu được hình thành theo chỉ thị của chính phủ Đế quốc Tây Ban Nha vào cuối thế kỷ XVI để bảo vệ thành phố khỏi các cuộc xâm lược của nước ngoài, thay thế khu định cư cũ có trước đó ở Manila dọc theo bờ Vịnh Manila. Gần cửa sông Pasig có Pháo đài Santiago, cùng một loạt các bức tường thành và cổng vào, đã giúp Intramuros thoát khỏi nhiều cuộc tấn công của từ bên ngoài. Vào đầu thế kỷ XX, dưới sự quản lý của chính quyền thuộc địa Hoa Kỳ, họ đã cho cải tạo đất và xây dựng Cảng Nam Manila, hào bao quanh các công sự bị rút hết nước và cải tạo thành sân gôn.

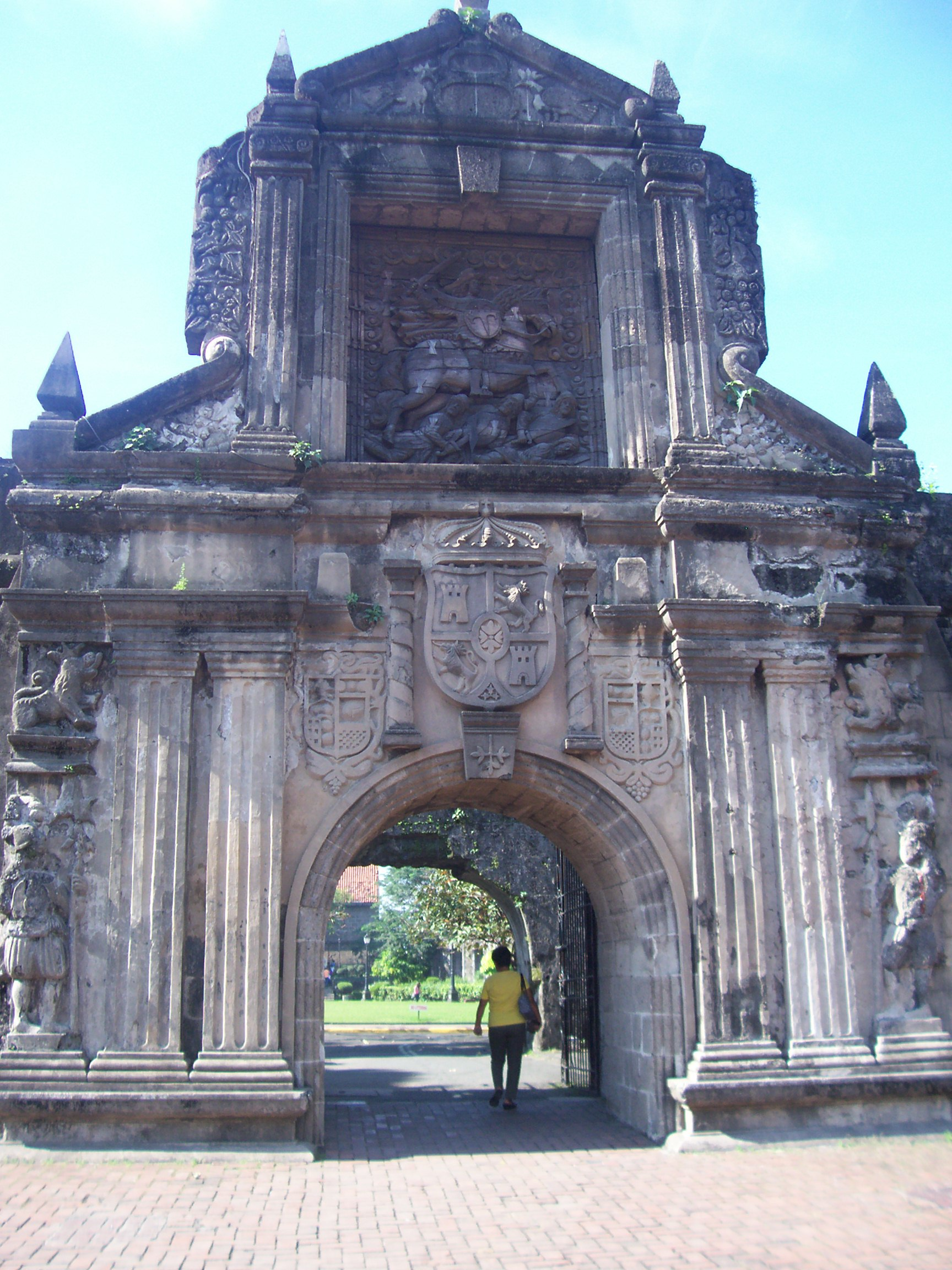
Cổng chính của Pháo đài Santiago, Intramuros

Trận Manila năm 1945 đã san phẳng hoàn toàn Intramuros. Các đợt không kích đã phá huỷ 8 nhà thờ, các bức tường, trường đại học, nhà ở và các toà nhà chính phủ được xây dựng theo kiến trúc Tây Ban Nha, chỉ có Nhà thờ San Agustin - nhà thờ lâu đời nhất Philippines còn nguyên vẹn, sau đó được UNESCO công nhận là Di sản Thế giới.

### Sách tham khảo
- U.S. War Department (1903). "Annual Reports of the War Department, 1903 Vol. III". Washington Government Printing Office, 1901.